# Carl Alstrup som Soldat
Carl Alstrup som Soldat (conosciuto anche come Carl Alstrup i Kongens Klæder o Skuespilleren som Soldat) è un cortometraggio muto del 1911 diretto da Eduard Schnedler-Sørensen e sceneggiato da Waldemar Hansen. Faceva parte di una serie di film comici che avevano come protagonista il popolare attore Carl Alstrup. Tra gli altri interpreti, Lauritz Olsen, Frederik Buch, Carl Lauritzen, Franz Skondrup.

## Trama
Per Smith è arrivata la chiamata per adempiere al servizio militare. Gli amici gli organizzano una cena di addio ma, durante la serata, lui scommette con loro che il lunedì seguente saranno di nuovo tutti insieme e lui sarà esonerato da qualsiasi servizio militare. Poi si presenta in caserma dove gli viene fatta indossare la divisa. Il suo mestiere da borghese è quello di attore e Smith usa tutti i trucchi che conosce per riuscire a vincere la scommessa e farsi riformare. Per prima cosa, sbaglia tutti gli ordini e non ne imbrocca una: le sue dita si attorcigliano sul fucile, imbraccia l'arma dalla parte sbagliata e così via. Poi, messo di sentinella, per combattere il freddo si imbottisce con tutti gli indumenti che trova esibendo un abbigliamento completamente fuori ordinanza. Sproloquia in atteggiamenti da Amleto o da Napoleone, dando l'impressione di essere un attore completamente pazzo. Alla visita medica, finalmente gli viene riconosciuta l'agognata insanità mentale, cosa che gli procura il documento dove si attesta che "non è qualificato per il servizio militare". Intanto, i suoi amici si sono riuniti al ristorante, convinti ormai di aver vinto la scommessa. Ma, prima che il tempo scada, subiranno una delusione quando l'attore arriva con in mano la preziosa carta che attesta la sua vittoria.

## Produzione
Il film fu prodotto dalla Nordisk Film Kompagni.

## Distribuzione
In Danimarca, il film - un cortometraggio di 235 metri - fu distribuito dalla Nordisk Film Kompagni che lo presentò in prima il 5 ottobre 1911 al Biografen di Esbjerg. Importato dalla Great Northern Film Company, la Motion Picture Distributors and Sales Company lo distribuì negli Stati Uniti il 4 novembre 1911 con il titolo inglese The Actor as Soldier in una versione ridotta di 200 metri. Nelle proiezioni americane, veniva programmato con il sistema dello split reel, accorpato in un'unica bobina con un altro film della Nordisk, il documentario Jernbanetur i Sydfrankrig.

Nel 1914, la Fotorama distribuì in Danimarca una nuova edizione del film.